# Пустовский (Калужская область)
Пустовский  — поселок в Спас-Деменском районе Калужской области России. Входит в состав сельского поселения «Село Чипляево».

## Физико-географическая характеристика
Располагается в 15 км от Спас-Деменска и 132 км от Калуги.
Часовой пояс
Поселок Пустовский находится в часовой зоне МСК (московское время). Смещение применяемого времени относительно UTC составляет +3:00.

## Население
| 2002 | 2007 | 2010 |
| ---- | ---- | ---- |
| 5    | →5   | ↘4   |